# Cittadinanza cinese
La legge della Repubblica Popolare Cinese sulla cittadinanza (中华人民共和国国籍法S, Zhōnghuá Rénmín Gònghéguó Guójí FǎP) stabilisce che la cittadinanza cinese può essere ottenuta o per nascita, quando almeno uno dei genitori è cittadino cinese, o per naturalizzazione.
La Costituzione della Repubblica popolare cinese stabilisce che chiunque possieda la cittadinanza della Repubblica Popolare Cinese è cittadino della Repubblica Popolare Cinese. Tuttavia le due regioni amministrative speciali di Hong Kong e Macao hanno le loro proprie leggi in materia.
La legge è stata adottata durante la 3ª sessione del 5º Congresso nazionale del popolo e promulgata con l'ordine numero 8 del presidente del Comitato permanente del Congresso nazionale del popolo ed è divenuta effettiva il 10 settembre 1980.

## Storia
Prima della fondazione dello stato comunista nel 1949, la cittadinanza era regolata da una legge della Repubblica di Cina del 1929. Dopo il 1949, quando il Kuomintang ha perso la guerra civile, quella legge è rimasta in vigore solo a Taiwan fino al 2000, anno in cui è stata riformata.
Dall'istituzione della Repubblica Popolare Cinese il 1º ottobre 1949 fino al 9 settembre 1980 non vi è stata una legge che regolamentasse la cittadinanza, ma solo un trattato bilaterale con l'Indonesia adottato nel 1955. Prima del 1955 la PRC consentiva la doppia cittadinanza, ispirandosi alla vecchia legge della Repubblica di Cina, mentre il trattato del 1955 proibiva per la prima volta la cittadinanza multipla.
Il 10 settembre 1980 è entrata in vigore l'attuale legge sulla cittadinanza. Una caratteristica importante di questa nuova legge è la proibizione della doppia cittadinanza – salvo che in pochi particolari casi – in un periodo in cui molti altri stati si stavano aprendo a questa condizione.

## Cittadinanza per nascita
La legge cinese sulla cittadinanza è basata principalmente sullo ius sanguinis, mentre in certi casi lo ius soli può essere applicato alle persone di ascendenza cinese nate a Hong Kong o Macao. Il 1º ottobre 1949, la maggior parte dei cittadini della Repubblica di Cina rimasti nella Cina continentale hanno ricevuto la cittadinanza della Repubblica Popolare Cinese.

### Persone nate in Cina continentale, Taiwan, Hong Kong o Macao
Secondo la legge, una persona può ottenere la cittadinanza cinese nascendo in Cina se soddisfa uno dei seguenti requisiti:
- almeno un genitore ha cittadinanza cinese (articolo 4);
- entrambi i genitori vivono regolarmente in Cina e sono apolidi o la loro nazionalità non può essere stabilita (articolo 6).

Tuttavia non viene chiarito che cosa si intende per "vivere regolarmente", cioè se sia sufficiente un regolare permesso di soggiorno o vi siano ulteriori requisiti.
I bambini con un genitore cinese e uno straniero nati nella Repubblica Popolare Cinese sono considerati cittadini cinesi ai sensi dell'articolo 4 della legge. Questo può creare dei problemi se il genitore cinese fa nascere o riconosce la paternità di un bambino nato in Cina con l'altro genitore straniero, senza la previa autorizzazione da parte della Commissione nazionale per la popolazione e la pianificazione familiare. In questo caso il bambino non può essere registrato nell’hukou e non può ottenere un passaporto cinese. Inoltre l'altra cittadinanza, ottenuta per ius sanguinis dal genitore non cinese, non è riconosciuta dalle autorità cinesi, secondo l'articolo 3 della legge sulla cittadinanza, pertanto non può utilizzare il passaporto straniero per uscire dalla Cina. A causa di ciò, i genitori devono procurarsi un permesso di uscita dal governo cinese affinché il bambino possa espatriare. Tuttavia questa restrizione non si applica se il genitore cinese è un residente permanente di Hong Kong o Macao.

#### Persone nate a Hong Kong o Macao da genitori di ascendenza cinese
Una particolare forma di ius soli è applicata alle persone di ascendenza cinese residenti a Hong Kong o Macao e che sono nate a Hong Kong, Macao, Taiwan o nella Cina continentale. In un supplemento alla legge sulla cittadinanza applicabile ai residenti a Hong Kong si stabilisce che ogni residente a Hong Kong di ascendenza cinese e nato in territorio cinese (inclusa Hong Kong), prima o dopo il trasferimento di sovranità, è cittadino cinese con diritto di residenza a Hong Kong. Un provvedimento equivalente è presente anche per Macao, sebbene con una clausola aggiuntiva che consente ai residenti con ascendenza mista cinese e portoghese di scegliere la cittadinanza.

### Persone nate all'estero da cittadini cinesi
La legge cinese sulla cittadinanza stabilisce che una persona nata all'estero è cittadino cinese per ius sanguinis se:
- è nata fuori dalla Cina e ha almeno un genitore cittadino cinese e il genitore (o genitori) cinese non ha mai vissuto all'estero (articolo 5), oppure
- non può ottenere la cittadinanza del paese di nascita, indipendentemente dallo status legale dei suoi genitori in quel paese.

Il termine "vivere all'estero" indica la residenza permanente in un altro paese.
L'articolo 5 stabilisce anche che una persona nata fuori dalla Cina da genitori cittadini cinesi non ha la cittadinanza cinese se ne ottiene un'altra al momento della nascita e almeno uno dei genitori cinesi ha la residenza permanente nel paese estero.
Questa parte della legge, relativa allo ius sanguinis, si applica a tutti i cittadini cinesi, inclusi quelli residenti a Hong Kong e Macao.

## Cittadinanza per naturalizzazione

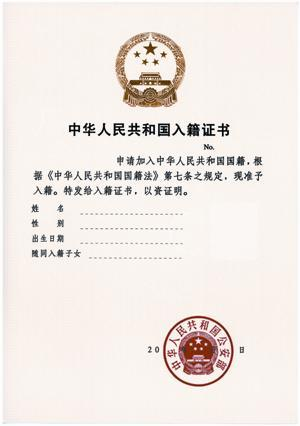
Un certificato di naturalizzazione della Repubblica Popolare Cinese.

Una persona può richiedere la cittadinanza cinese per naturalizzazione se soddisfa uno dei seguenti criteri:
- è parente prossimo di cittadini cinesi;
- vive in Cina (in particolare, ha residenza permanente nella Cina continentale, Hong Kong o Macao);
- ha altre motivazioni legittime (sebbene non vi sia una definizione di "motivazione legittima" nella legge sulla cittadinanza).

Anche se non è scritto espressamente nella legge, la naturalizzazione richiede che l'applicante sia un residente permanente in uno dei tre territori della Repubblica Popolare Cinese. Dopo la naturalizzazione, i residenti nella Cina continentale ottengono anche la registrazione nell’hukou.
Tutte le persone che ottengono la cittadinanza della PRC (incluse Hong Kong e Macao) non possono mantenere le loro precedenti cittadinanze, ma devono farvi rinuncia prima o durante l'acquisizione della cittadinanza cinese (articolo 8).
Il Congresso nazionale del popolo ha conferito ai governi di Hong Kong e Macao il potere di naturalizzare cittadini stranieri, perciò il processo di naturalizzazione in questi due territori è diverso da quello della Cina continentale.

## Perdita, revoca e rinuncia della cittadinanza

### Perdita e revoca della cittadinanza

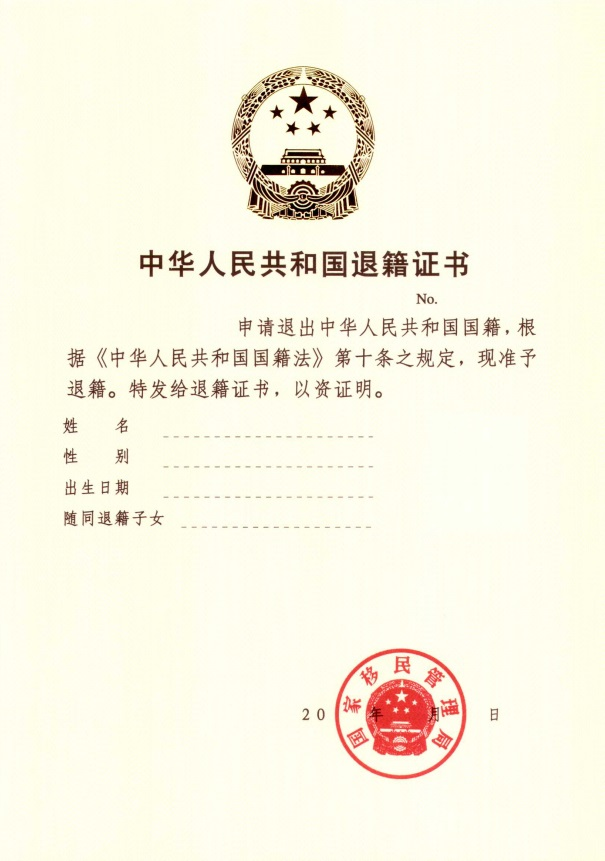
Un certificato di revoca della cittadinanza della Repubblica Popolare Cinese.

La cittadinanza cinese è automaticamente revocata quando una persona ha vissuto all'estero e acquisisce, volontariamente o no, la cittadinanza di un altro paese (articolo 9). Il termine "vivere all'estero" ha lo stesso significato di prima.
L'articolo 9 si applica ai cittadini cinesi che acquisiscono una cittadinanza straniera mentre vivono in un altro paese. Basandosi su un'interpretazione dei trattati sulla restituzione di Hong Kong e Macao alla Cina, il Congresso nazionale del popolo considera quei territori come cinesi sia prima che dopo il passaggio di sovranità. Per questo motivo, i cittadini cinesi residenti a Hong Kong e Macao non hanno perso la cittadinanza cinese se ne hanno acquisita una straniera, sia prima che dopo il passaggio di sovranità. Anche se la doppia cittadinanza non è riconosciuta dalla PRC secondo l'articolo 3 della legge, in un ristretto numero di casi essa è permessa per cittadini residenti a Hong Kong e Macao, i quali possono quindi entrare e uscire da queste aree utilizzando i loro documenti stranieri. In conseguenza di ciò, i cittadini di Hong Kong e Macao possono perdere la cittadinanza cinese solo se ne acquisiscono una estera dopo aver vissuto fuori dalla Cina.
La legge cinese non fa distinzione se la cittadinanza straniera è acquisita volontariamente o no: ad esempio, se una donna cinese sposa un cittadino iraniano, acquisisce automaticamente la cittadinanza iraniana in virtù dello ius matrimonii e perde pertanto la cittadinanza cinese.
L'articolo 9 stabilisce anche che solo i cittadini cinesi residenti all'estero che acquisiscono una seconda cittadinanza possono essere soggetti alla revoca della cittadinanza cinese, pertanto un cittadino cinese con residenza permanente in Cina che acquisisca una cittadinanza straniera non perde quella cinese. Siccome l'articolo 3 stabilisce che la Cina non riconosce la doppia cittadinanza, un'eventuale cittadinanza straniera non viene riconosciuta dalla legislazione cinese. Nel 2006 a un cittadino cinese che aveva acquisito la cittadinanza della Guinea Bissau ma senza risiedervi è stato sequestrato il passaporto guineano mentre stava rientrando in Cina, sulla base del fatto che secondo la legge egli era solamente cittadino cinese, pertanto non poteva entrare in Cina con un passaporto straniero (pur avendo nel passaporto un regolare visto cinese).

### Dichiarazione di cambio di nazionalità per i residenti a Hong Kong e Macao
Le legislazioni di Hong Kong e Macao consentono alle persone che acquisiscono una seconda cittadinanza oltre a quella cinese di presentare una dichiarazione di cambio di nazionalità per rinunciare alla cittadinanza cinese ed essere riconosciuti come cittadini stranieri.
Se una persona dichiara il cambio di nazionalità mentre risiede a Hong Kong o Macao, perde il passaporto della regione amministrativa e non può più entrare e lavorare nella Cina continentale, se non con la procedura prevista per i cittadini stranieri.

### Rinuncia alla cittadinanza
La maggior parte dei cittadini cinesi possono rinunciare volontariamente alla cittadinanza se rispettano alcuni requisiti stabiliti nell'articolo 10. In base all'articolo 12, questa possibilità non è attribuita a funzionari dello stato e personale militare attivo. I requisiti per la rinuncia alla cittadinanza sono:
- avere come parenti stretti dei cittadini stranieri;
- vivere stabilmente all'estero; oppure
- avere altre motivazioni legittime (sebbene non vi sia una definizione di "motivazione legittima" nella legge sulla cittadinanza).

Ad Hong Kong e Macao si può rinunciare alla cittadinanza cinese solo se nel contempo se ne ottiene un'altra, mentre nella Cina continentale questo non è richiesto, rendendo teoricamente possibile per un cittadino cinese diventare apolide semplicemente rinunciando alla cittadinanza.

## Riottenimento della cittadinanza

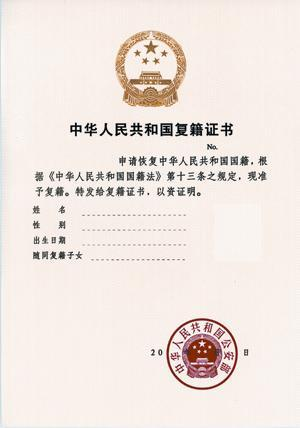
Un certificato di riottenimento della cittadinanza della Repubblica Popolare Cinese.

Una persona che ha perso o rinunciato alla cittadinanza cinese può richiederne il riottenimento in base all'articolo 13 della legge qualora abbia motivazioni legittime (sebbene, di nuovo, non vi sia una definizione di "motivazione legittima"). Per riottenere la cittadinanza cinese è necessario rinunciare a ogni altra cittadinanza estera.
I governi delle regioni amministrative speciali di Hong Kong e Macao impongono che il richiedente abbia già un permesso di residenza a Hong Kong o Macao prima del riconferimento della cittadinanza. È necessario inoltre che il richiedente risieda a Hong Kong o Macao al momento della richiesta di riottenimento della cittadinanza.
Il governo della Cina continentale è più vago sui requisiti per riottenere la cittadinanza. Si conoscono casi in cui persone di alto livello hanno riottenuto la cittadinanza cinese, come ad esempio lo scienziato Shi Yigong e la figlia dell'imprenditore e politico Zong Qinghou. Entrambi, nati cittadini cinesi, hanno poi ottenuto la cittadinanza statunitense, a cui hanno poi rinunciato per tornare ad essere cittadini cinesi. Il numero esatto di persone che riottengono la cittadinanza ogni anno non è comunque noto, in quanto il governo della Cina continentale non pubblica dati relativi all'immigrazione.
Poiché per il riottenimento della cittadinanza viene richiesto di rinunciare in anticipo a ogni altra cittadinanza straniera senza tuttavia alcuna garanzia che la richiesta di riottenimento venga accettata, ci sono stati alcuni casi di persone diventate apolidi in seguito al tentativo di riottenere la cittadinanza cinese non andato a buon fine.

## Libertà di movimento dei cittadini cinesi
La libertà di movimento dei cittadini cinesi varia molto a seconda del loro status di residenti. Nel 2015 un cittadino cinese facente parte dell’hukou della Cina continentale poteva viaggiare senza visto in 45 paesi e territori, il che collocava il passaporto cinese al 90º posto nel mondo secondo il Visa Restrictions Index. I cittadini cinesi con residenza permanente a Hong Kong potevano invece viaggiare senza visto in 152 paesi e territori e quelli residenti a Macao in 120, rendendo il passaporto di Hong Kong e quello di Macao il 20º e il 36º al mondo rispettivamente per libertà di movimento.
I cittadini cinesi facenti parte dell’hukou hanno inoltre bisogno di permessi speciali per visitare Hong Kong e Macao e hanno una durata massima per ogni visita, di solito 7 giorni, mentre i residenti nelle due regioni amministrative speciali, pur necessitando anche loro di un permesso, non hanno un limite alla durata del soggiorno nella Cina continentale. Queste particolarità legislative rendono la Cina uno dei pochi paesi al mondo con obbligo di visto per spostarsi all'interno del paese.

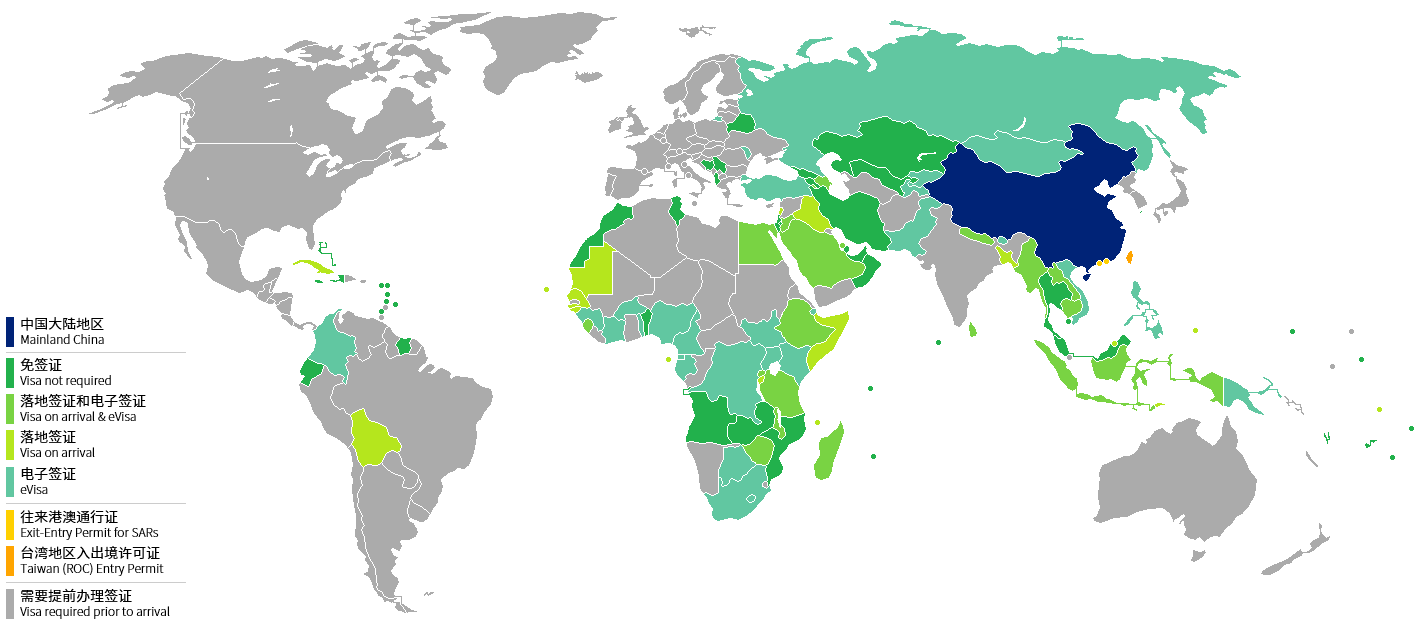
Mappa della libertà di movimento nel mondo delle persone con passaporto cinese.

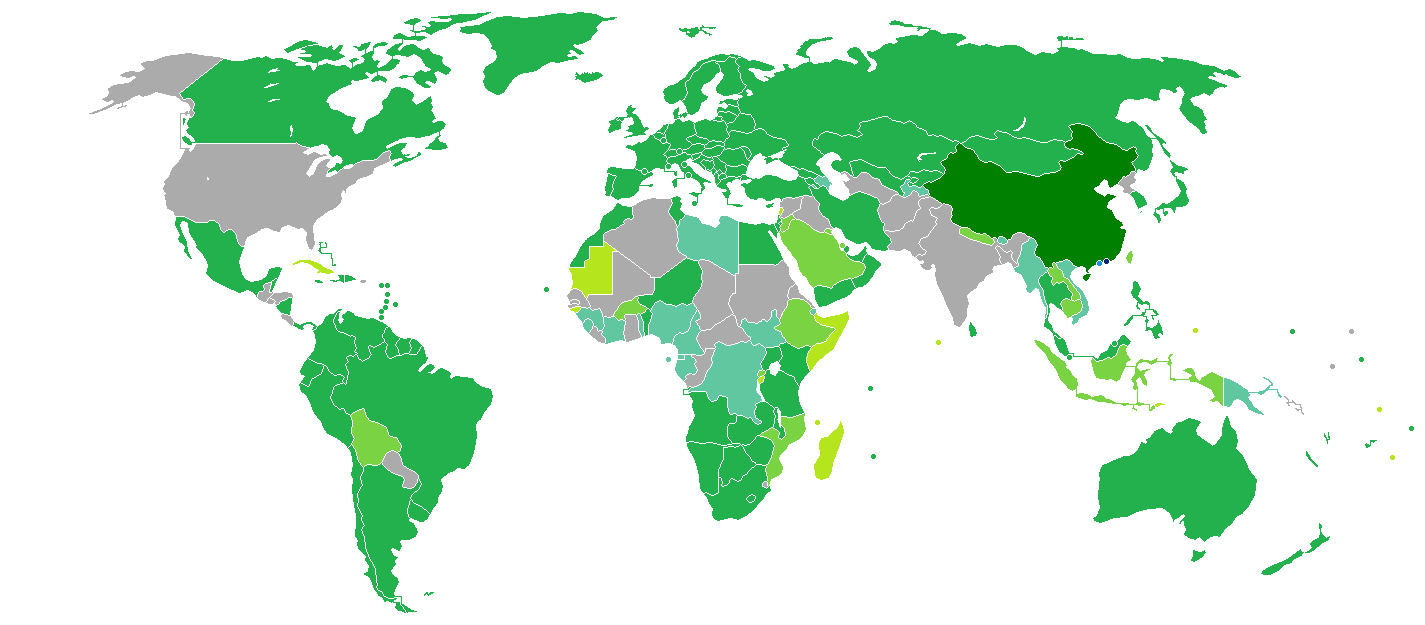
Mappa della libertà di movimento nel mondo delle persone con passaporto di Hong Kong.

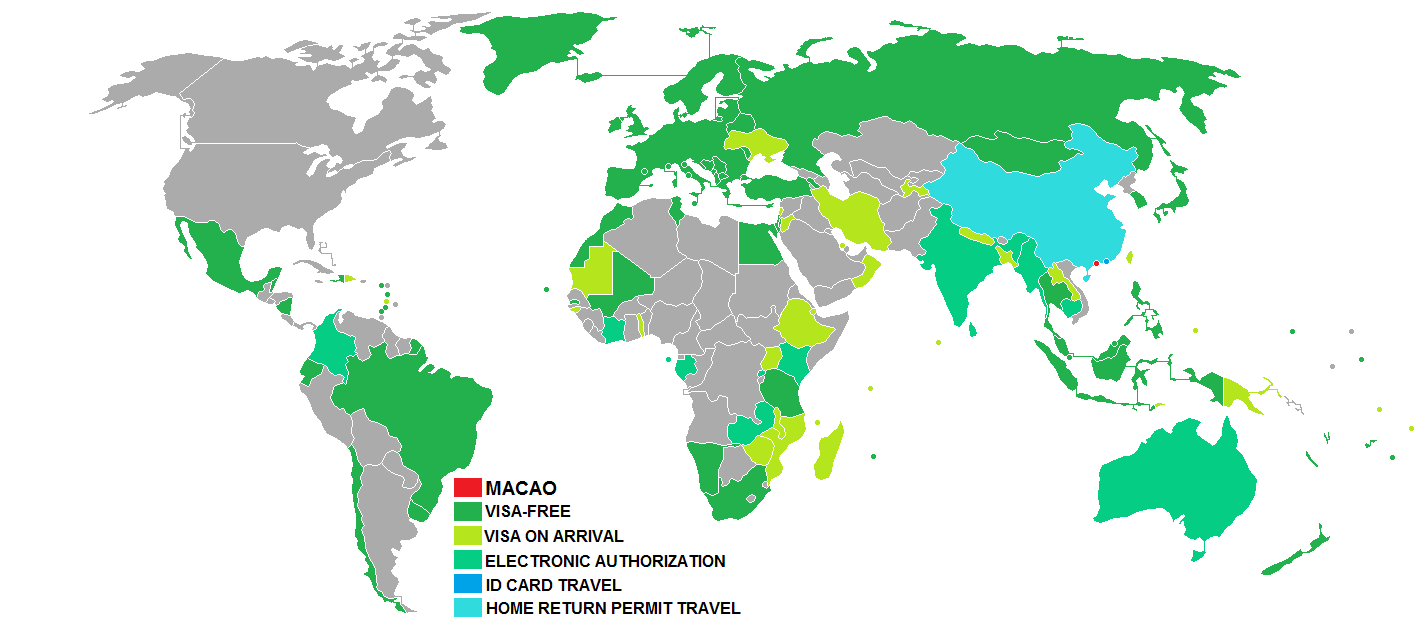
Mappa della libertà di movimento nel mondo delle persone con passaporto di Macao.

## Cittadinanza doppia
La legge cinese sulla cittadinanza stabilisce che la Cina non riconosce la doppia cittadinanza con nessun altro paese (articolo 3), sebbene la clausola possa essere interpretata differentemente a seconda del luogo di residenza della persona. Per i residenti nella Cina continentale (facenti parte dell’hukou), infatti, gli articoli 3 e 9 pongono le basi per la perdita della cittadinanza cinese. In realtà tuttavia la perdita della cittadinanza è ostacolata da alcune difficoltà tecniche, tra cui la mancanza di accordi di collaborazione con altre nazioni che consentano al governo cinese di sapere se una persona acquisisce una cittadinanza straniera.
Poiché i cittadini cinesi residenti a Hong Kong e Macao non possono perdere automaticamente la cittadinanza ai sensi dell'articolo 9, anche nel caso in cui acquisiscano una cittadinanza straniera, essi possono perdere la cittadinanza cinese solo nel caso in cui decidano volontariamente di rinunciarvi. In questo caso la loro cittadinanza straniera è semplicemente ignorata dalle autorità. Inoltre, i residenti di Hong Kong e Macao che acquisiscono una cittadinanza straniera mentre vivono all'estero e che perciò perdono la cittadinanza cinese ai sensi dell'articolo 9, vengono comunque considerati cittadini cinesi – ai sensi dell'articolo 3 – finché non notificano il cambio di cittadinanza alle autorità dei rispettivi territori.
Nonostante sia in generale molto difficoltoso possedere una doppia cittadinanza per un cittadino cinese residente nella Cina continentale a causa dell'articolo 9, il numero di persone con doppia cittadinanza è aumentato negli ultimi anni a causa del diffondersi tra i cittadini cinesi della pratica del turismo delle nascite, che consiste nel recarsi in un paese dove è in vigore lo ius soli per fare in modo che i figli abbiano la cittadinanza di quel paese.
Se una persona possiede sia la cittadinanza cinese che quella di un altro paese, sarà considerata come solo cittadino cinese quando si troverà all'interno della Repubblica Popolare Cinese (incluse Hong Kong e Macao). Le basi legali per la perdita o la rinuncia della cittadinanza per i cittadini con doppia cittadinanza sono le stesse previste per le persone con la sola cittadinanza cinese.

## Cittadinanza cinese ehukou
Il Registro nazionale delle unità famigliari, noto anche come hukou, serve de facto come registro delle cittadinanze per i cinesi residenti nella Cina continentale. Vi sono tuttavia alcuni cinesi non registrati nell’hukou, il che li rende di fatto cinesi senza cittadinanza.
Secondo la legge sulla cittadinanza, ogni persona nata in Cina (incluse Hong Kong e Macao) con almeno un genitore cinese è un cittadino cinese ai sensi dell'articolo 4. Tuttavia, a causa della restrizione sulle nascite imposta dalla politica del figlio unico, vi sono casi di bambini la cui nascita non è stata registrata in quanto in violazione della legge, nonostante l'articolo 7 dell'Ordinanza sulla registrazione delle unità familiari imponga di registrare ogni nuova nascita entro un mese. Questi bambini, la cui nascita non è stata registrata, non sono inseriti nell’hukou. Questo di solito avviene perché i genitori non vogliono pagare la multa prevista per chi viola le norme sulla politica del figlio unico (da due a sei volte il reddito annuale di entrambi i genitori) o perché l'ufficiale nell'anagrafe locale rifiuta di farlo per timore di un'azione disciplinare per non essere riuscito a far rispettare le leggi sul controllo delle nascite. Non facendo parte dell’hukou, a questi bambini sono negati i diritti di base garantiti ai cittadini, tra cui lo stato sociale, l'educazione e il trattamento sanitario. Non possono ottenere nemmeno la carta d'identità, che è obbligatoria per viaggiare all'interno della Cina, aprire un conto in banca, essere assunti con un contratto regolare e avere un passaporto cinese. Il numero di cinesi senza hukou è stato stimato in 13 milioni nel 2011, circa l'1% della popolazione.